# Jacob Bernhard Limburger

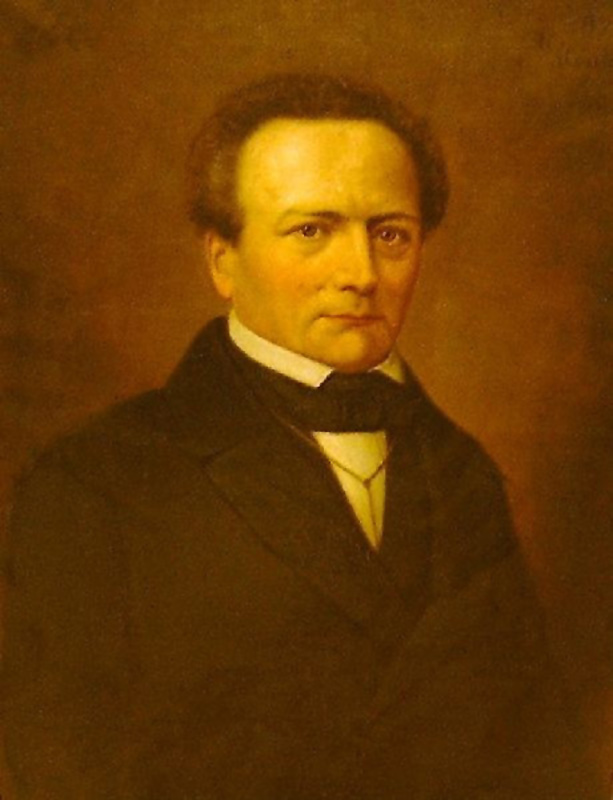
Jacob Bernhard Limburger
(Gemälde von Eduard Magnus)

Jacob Bernhard Limburger (* 14. Mai 1770 in Leipzig; † 26. Februar 1847 ebenda) war ein deutscher Kaufmann, Musikorganisator und Sänger.
Geboren und aufgewachsen in Leipzig, war Limburger ein Kaufmann auf dem Gebiet der Seiden- und Garnhandlung. Ihm gehörte die 1747 gegründete Seiden- und Garnhandlung Limburger jr.
Seine Leidenschaft galt der Musik. Von 1799 bis 1847 war er Mitglied des Direktoriums der Gewandhauskonzerte und trat als Veranstalter eines musikalischen Zirkels in Leipzig in Erscheinung. Mit Johann Gottfried Schicht gründete er 1802 die Leipziger Singakademie, die der erste gemischte Laienchor der Stadt war und zudem die zweitälteste Singakademie nach dem Berliner Vorbild, der Sing-Akademie zu Berlin. 1815 rief er die Liedertafel zu Leipzig ins Leben, deren Mitglieder angehalten waren, selbst kompositorisch oder dichterisch tätig zu sein.
Er trat auch selbst als Sänger (Bass) auf, unter anderem 1806 in Schichts Oratorium „Das Ende der Gerechten“.
1795 heiratete er Henriette Julie Küstner, eine Tochter Heinrich Küstners und Schwester des Theaterdirektors Karl Theodor von Küstner. 1814 errichtete er in der Prinz-Eugen-Straße 17 im Leipziger Vorort Connewitz ein Landhaus. Limburger war  von 1814 bis 1818 Vorsteher des Georgenhauses, einer Vorgängereinrichtung des heutigen Klinikums St. Georg. Er gehörte der Vertrauten Gesellschaft an, einer karitativen Vereinigung der wirtschaftlich führenden Leipziger Kaufleute. Von 1842 bis 1847 war er ihr Subsenior. Limburger gehörte auch der Leipziger Freimaurerloge Balduin zur Linde an. 